# Petter Klockars
Petter (Pehr) Klockars, född 16 maj 1752 i Nykarleby, död där 23 eller 27 januari 1814, var en finländsk bonde samt riks- och lantdagsman. 
Klockars far avled när han var tio år och redan vid 18 års ålder tog han över familjens stora gård i Nykarleby socken. Han gick inte i skola, men var både läs- och skrivkunnig samt tvåspråkig. Klockars blev som nämndeman känd av bönderna i häradet och valdes till representant för bondeståndet vid riksdagen i Norrköping 1800. Där gjorde han väl ifrån sig och fick följaktligen upprepat förtroende vid Borgå lantdag 1809, där kejsaren utsåg honom till bondeståndets talman.